# Campeonato Mundial de Halterofilismo de 1990
O Campeonato Mundial de Halterofilismo de 1990 foi a 63ª edição do campeonato de halterofilismo masculino, e a 4ª edição do campeonato de halterofilismo feminino. Ambas as competições foram organizadas pela Federação Internacional de Halterofilismo (FIH). A competição masculina foi realizada em Budapeste, na Hungria, entre 10 a 18 de novembro de 1990, e a competição feminina foi realizada em Sarajevo, na Iugoslávia, entre 26 de maio a 3 de junho de 1990. Contou com a presença de 291 halterofilistas (182 masculino e 109 feminino) de 38 nacionalidades filiadas à Federação Internacional de Halterofilismo (FIH).

## Medalhistas

### Masculino
| Evento    | Ouro                                    | Ouro     | Prata                                   | Prata    | Bronze                               | Bronze   |
| 52 kg     | 52 kg                                   | 52 kg    | 52 kg                                   | 52 kg    | 52 kg                                | 52 kg    |
| --------- | --------------------------------------- | -------- | --------------------------------------- | -------- | ------------------------------------ | -------- |
| Arranque  | Zhang Zairong · China                   | 117,5 kg | Huang Xiliang · China                   | 115,0 kg | Ivan Ivanov · Bulgária               | 115,0 kg |
| Arremesso | Ivan Ivanov · Bulgária                  | 150,0 kg | Kim Myong-sik · Coreia do Norte         | 137,5 kg | Kim Jong-nam · Coreia do Norte       | 137,5 kg |
| Total     | Ivan Ivanov · Bulgária                  | 265,0 kg | Huang Xiliang · China                   | 250,0 kg | Zhang Zairong · China                | 247,5 kg |
| 56 kg     |                                         |          |                                         |          |                                      |          |
| Arranque  | Hafız Süleymanoğlu · Turquia            | 132,5 kg | Liu Shoubin · China                     | 130,0 kg | He Yingqiang · China                 | 125,0 kg |
| Arremesso | He Yingqiang · China                    | 160,0 kg | Liu Shoubin · China                     | 155,0 kg | Chun Byung-kwan Coreia do Sul        | 155,0 kg |
| Total     | Liu Shoubin · China                     | 285,0 kg | He Yingqiang · China                    | 285,0 kg | Chun Byung-kwan Coreia do Sul        | 277,5 kg |
| 60 kg     |                                         |          |                                         |          |                                      |          |
| Arranque  | Kim Yong-su · Coreia do Norte           | 135,0 kg | Ri Jae-son · Coreia do Norte            | 132,5 kg | Luo Jianming · China                 | 130,0 kg |
| Arremesso | Nikolay Peshalov · Bulgária             | 170,0 kg | Kim Yong-su · Coreia do Norte           | 160,0 kg | Luo Jianming · China                 | 157,5 kg |
| Total     | Nikolay Peshalov · Bulgária             | 297,5 kg | Kim Yong-su · Coreia do Norte           | 295,0 kg | Luo Jianming · China                 | 287,5 kg |
| 67,5 kg   |                                         |          |                                         |          |                                      |          |
| Arranque  | Kim Myong-nam · Coreia do Norte         | 157,5 kg | Yoto Yotov · Bulgária                   | 152,5 kg | Valery Yurov · União Soviética       | 150,0 kg |
| Arremesso | Ri Hi-bong · Coreia do Norte            | 185,0 kg | Kim Myong-nam · Coreia do Norte         | 185,0 kg | Yoto Yotov · Bulgária                | 180,0 kg |
| Total     | Kim Myong-nam · Coreia do Norte         | 342,5 kg | Yoto Yotov · Bulgária                   | 332,5 kg | Ri Hi-bong · Coreia do Norte         | 330,0 kg |
| 75 kg     |                                         |          |                                         |          |                                      |          |
| Arranque  | Tudor Casapu · União Soviética          | 157,5 kg | Yordan Yordanov · Bulgária              | 155,0 kg | Jon Chol-ho · Coreia do Norte        | 155,0 kg |
| Arremesso | Tudor Casapu · União Soviética          | 202,5 kg | Andrei Socaci · Roménia                 | 190,0 kg | Vasil Vanev · Bulgária               | 187,5 kg |
| Total     | Tudor Casapu · União Soviética          | 360,0 kg | Andrei Socaci · Roménia                 | 345,0 kg | Yordan Yordanov · Bulgária           | 342,5 kg |
| 82,5 kg   |                                         |          |                                         |          |                                      |          |
| Arranque  | Altimurat Orazdurdiev · União Soviética | 172,5 kg | Sergey Li · União Soviética             | 167,5 kg | Kiril Kounev · Bulgária              | 165,0 kg |
| Arremesso | Sergey Li · União Soviética             | 207,5 kg | Altimurat Orazdurdiev · União Soviética | 205,0 kg | Kiril Kounev · Bulgária              | 195,0 kg |
| Total     | Altimurat Orazdurdiev · União Soviética | 377,5 kg | Sergey Li · União Soviética             | 375,0 kg | Kiril Kounev · Bulgária              | 360,0 kg |
| 90 kg     |                                         |          |                                         |          |                                      |          |
| Arranque  | Anatoly Khrapaty · União Soviética      | 180,0 kg | Ivan Chakarov · Bulgária                | 177,5 kg | Kim Byung-chan Coreia do Sul         | 167,5 kg |
| Arremesso | Anatoly Khrapaty · União Soviética      | 217,5 kg | Ivan Chakarov · Bulgária                | 215,0 kg | Kim Byung-chan Coreia do Sul         | 205,0 kg |
| Total     | Anatoly Khrapaty · União Soviética      | 397,5 kg | Ivan Chakarov · Bulgária                | 392,5 kg | Kim Byung-chan Coreia do Sul         | 372,5 kg |
| 100 kg    |                                         |          |                                         |          |                                      |          |
| Arranque  | Nicu Vlad · Roménia                     | 192,5 kg | Sergey Kopytov · União Soviética        | 180,0 kg | Igor Sadykov · União Soviética       | 177,5 kg |
| Arremesso | Igor Sadykov · União Soviética          | 222,5 kg | Sergey Kopytov · União Soviética        | 220,0 kg | Nicu Vlad · Roménia                  | 220,0 kg |
| Total     | Nicu Vlad · Roménia                     | 412,5 kg | Igor Sadykov · União Soviética          | 400,0 kg | Sergey Kopytov · União Soviética     | 400,0 kg |
| 110 kg    |                                         |          |                                         |          |                                      |          |
| Arranque  | Stefan Botev · Bulgária                 | 200,0 kg | Pavlos Saltsidis · Grécia               | 172,5 kg | Nail Mukhamedyarov · União Soviética | 170,0 kg |
| Arremesso | Stefan Botev · Bulgária                 | 240,0 kg | Nail Mukhamedyarov · União Soviética    | 220,0 kg | Pavlos Saltsidis · Grécia            | 210,0 kg |
| Total     | Stefan Botev · Bulgária                 | 440,0 kg | Nail Mukhamedyarov · União Soviética    | 390,0 kg | Pavlos Saltsidis · Grécia            | 382,5 kg |
| +110 kg   |                                         |          |                                         |          |                                      |          |
| Arranque  | Leonid Taranenko · União Soviética      | 195,0 kg | Artur Akoyev · União Soviética          | 170,0 kg | Erdinç Arslan · Turquia              | 167,5 kg |
| Arremesso | Leonid Taranenko · União Soviética      | 255,0 kg | Artur Akoyev · União Soviética          | 220,0 kg | Jiří Zubrický · Tchecoslováquia      | 215,0 kg |
| Total     | Leonid Taranenko · União Soviética      | 450,0 kg | Artur Akoyev · União Soviética          | 390,0 kg | Jiří Zubrický · Tchecoslováquia      | 380,0 kg |

### Feminino
| Evento    | Ouro                            | Ouro     | Prata                           | Prata    | Bronze                            | Bronze   |
| 44 kg     | 44 kg                           | 44 kg    | 44 kg                           | 44 kg    | 44 kg                             | 44 kg    |
| --------- | ------------------------------- | -------- | ------------------------------- | -------- | --------------------------------- | -------- |
| Arranque  | Wu Xiangmei · China             | 70,0 kg  | Satomi Saito · Japão            | 60,0 kg  | Bastiyah Said Muhamad · Indonésia | 60,0 kg  |
| Arremesso | Wu Xiangmei · China             | 82,5 kg  | Satomi Saito · Japão            | 80,0 kg  | Bastiyah Said Muhamad · Indonésia | 75,0 kg  |
| Total     | Wu Xiangmei · China             | 152,5 kg | Satomi Saito · Japão            | 140,0 kg | Bastiyah Said Muhamad · Indonésia | 135,0 kg |
| 48 kg     |                                 |          |                                 |          |                                   |          |
| Arranque  | Cai Jun · China                 | 72,5 kg  | Ri Yong-hwa · Coreia do Norte   | 65,0 kg  | Choi Myung-shik Coreia do Sul     | 65,0 kg  |
| Arremesso | Cai Jun · China                 | 92,5 kg  | Choi Myung-shik Coreia do Sul   | 85,0 kg  | Ri Yong-hwa · Coreia do Norte     | 82,5 kg  |
| Total     | Cai Jun · China                 | 165,0 kg | Choi Myung-shik Coreia do Sul   | 150,0 kg | Ri Yong-hwa · Coreia do Norte     | 147,5 kg |
| 52 kg     |                                 |          |                                 |          |                                   |          |
| Arranque  | Liao Shuping · China            | 75,0 kg  | Hiromi Uemura · Japão           | 75,0 kg  | Pauline Haughton · Reino Unido    | 67,5 kg  |
| Arremesso | Liao Shuping · China            | 102,5 kg | Hiromi Uemura · Japão           | 92,5 kg  | Pauline Haughton · Reino Unido    | 82,5 kg  |
| Total     | Liao Shuping · China            | 177,5 kg | Hiromi Uemura · Japão           | 167,5 kg | Pauline Haughton · Reino Unido    | 150,0 kg |
| 56 kg     |                                 |          |                                 |          |                                   |          |
| Arranque  | Wu Haiqing · China              | 82,5 kg  | Ni Chia-ping · Taipé Chinesa    | 77,5 kg  | Janeta Georgieva · Bulgária       | 77,5 kg  |
| Arremesso | Wu Haiqing · China              | 107,5 kg | Ni Chia-ping · Taipé Chinesa    | 97,5 kg  | Patmawati Abdul Hamid · Indonésia | 97,5 kg  |
| Total     | Wu Haiqing · China              | 190,0 kg | Ni Chia-ping · Taipé Chinesa    | 175,0 kg | Janeta Georgieva · Bulgária       | 175,0 kg |
| 60 kg     |                                 |          |                                 |          |                                   |          |
| Arranque  | Maria Christoforidou · Grécia   | 87,5 kg  | Ji Qinghua · China              | 85,0 kg  | Won Soon-yi Coreia do Sul         | 85,0 kg  |
| Arremesso | Maria Christoforidou · Grécia   | 110,0 kg | Ji Qinghua · China              | 107,5 kg | Daniela Kerkelova · Bulgária      | 105,0 kg |
| Total     | Maria Christoforidou · Grécia   | 197,5 kg | Ji Qinghua · China              | 192,5 kg | Daniela Kerkelova · Bulgária      | 187,5 kg |
| 67,5 kg   |                                 |          |                                 |          |                                   |          |
| Arranque  | Wang Genying · China            | 95,0 kg  | Camelia Nikolaeva · Bulgária    | 92,5 kg  | Mária Takács · Hungria            | 90,0 kg  |
| Arremesso | Wang Genying · China            | 117,5 kg | Camelia Nikolaeva · Bulgária    | 117,5 kg | Mária Takács · Hungria            | 112,5 kg |
| Total     | Wang Genying · China            | 212,5 kg | Camelia Nikolaeva · Bulgária    | 210,0 kg | Mária Takács · Hungria            | 202,5 kg |
| 75 kg     |                                 |          |                                 |          |                                   |          |
| Arranque  | Milena Trendafilova · Bulgária  | 102,5 kg | Li Changping · China            | 92,5 kg  | Chen Shu-chih · Taipé Chinesa     | 92,5 kg  |
| Arremesso | Milena Trendafilova · Bulgária  | 135,0 kg | Li Changping · China            | 127,5 kg | Chen Shu-chih · Taipé Chinesa     | 112,5 kg |
| Total     | Milena Trendafilova · Bulgária  | 237,5 kg | Li Changping · China            | 220,0 kg | Chen Shu-chih · Taipé Chinesa     | 205,0 kg |
| 82,5 kg   |                                 |          |                                 |          |                                   |          |
| Arranque  | María Isabel Urrutia · Colômbia | 100,0 kg | Valkana Tosheva · Bulgária      | 90,0 kg  | Chung Sook-kwon Coreia do Sul     | 82,5 kg  |
| Arremesso | María Isabel Urrutia · Colômbia | 130,0 kg | Valkana Tosheva · Bulgária      | 120,0 kg | Chung Sook-kwon Coreia do Sul     | 102,5 kg |
| Total     | María Isabel Urrutia · Colômbia | 230,0 kg | Valkana Tosheva · Bulgária      | 210,0 kg | Chung Sook-kwon Coreia do Sul     | 185,0 kg |
| +82,5 kg  |                                 |          |                                 |          |                                   |          |
| Arranque  | Karyn Marshall · Estados Unidos | 112,5 kg | Li Yajuan · China               | 102,5 kg | Christina Ilieva · Bulgária       | 90,0 kg  |
| Arremesso | Li Yajuan · China               | 142,5 kg | Karyn Marshall · Estados Unidos | 130,0 kg | Christina Ilieva · Bulgária       | 107,5 kg |
| Total     | Li Yajuan · China               | 245,0 kg | Karyn Marshall · Estados Unidos | 242,5 kg | Christina Ilieva · Bulgária       | 197,5 kg |

- — RECORDE MUNDIAL

## Quadro de medalhas
Quadro de medalhas no total combinado
| Ordem | País            | Medalha de ouro | Medalha de prata | Medalha de bronze | Total |
| ----- | --------------- | --------------- | ---------------- | ----------------- | ----- |
| 1     | China           | 7               | 4                | 2                 | 13    |
| 2     | Bulgária        | 4               | 4                | 5                 | 13    |
| 3     | União Soviética | 4               | 4                | 1                 | 9     |
| 4     | Coreia do Norte | 1               | 1                | 2                 | 4     |
| 5     | Roménia         | 1               | 1                | 0                 | 2     |
| 6     | Grécia          | 1               | 0                | 1                 | 2     |
| 7     | Colômbia        | 1               | 0                | 0                 | 1     |
| 8     | Japão           | 0               | 2                | 0                 | 2     |
| 9     | Coreia do Sul   | 0               | 1                | 3                 | 4     |
| 10    | Taipé Chinesa   | 0               | 1                | 1                 | 2     |
| 11    | Estados Unidos  | 0               | 1                | 0                 | 1     |
| 5     | Tchecoslováquia | 0               | 0                | 1                 | 1     |
| 5     | Reino Unido     | 0               | 0                | 1                 | 1     |
| 5     | Hungria         | 0               | 0                | 1                 | 1     |
| 5     | Indonésia       | 0               | 0                | 1                 | 1     |
| Total | Total           | 19              | 19               | 19                | 57    |

Quadro de medalhas nos levantamentos + total combinado
| Ordem | País            | Medalha de ouro | Medalha de prata | Medalha de bronze | Total |
| ----- | --------------- | --------------- | ---------------- | ----------------- | ----- |
| 1     | China           | 20              | 12               | 5                 | 37    |
| 2     | União Soviética | 13              | 11               | 4                 | 28    |
| 3     | Bulgária        | 10              | 12               | 14                | 36    |
| 4     | Coreia do Norte | 4               | 6                | 5                 | 15    |
| 5     | Grécia          | 3               | 1                | 2                 | 6     |
| 6     | Colômbia        | 3               | 0                | 0                 | 3     |
| 7     | Roménia         | 2               | 2                | 1                 | 5     |
| 8     | Estados Unidos  | 1               | 2                | 0                 | 3     |
| 9     | Turquia         | 1               | 0                | 1                 | 2     |
| 10    | Japão           | 0               | 6                | 0                 | 6     |
| 11    | Taipé Chinesa   | 0               | 3                | 3                 | 6     |
| 12    | Coreia do Sul   | 0               | 2                | 10                | 12    |
| 13    | Indonésia       | 0               | 0                | 4                 | 4     |
| 14    | Reino Unido     | 0               | 0                | 3                 | 3     |
| 14    | Hungria         | 0               | 0                | 3                 | 3     |
| 16    | Tchecoslováquia | 0               | 0                | 2                 | 2     |
| Total | Total           | 57              | 57               | 57                | 171   |